# Векшин, Константин Дмитриевич
Константин Дмитриевич Векшин — советский хозяйственный, государственный и политический деятель, Герой Социалистического Труда.

## Биография
Родился в 1915 году в деревне Наумцево. Член КПСС с 1947 года.
С 1934 года — на хозяйственной, общественной и политической работе. В 1934—1971 гг. — помощник машиниста, машинист паровоза на станции Самарканд Ташкентской железной дороги, машинист паровоза в локомотивное депо Нижнеднепровск-Узел Сталинской железной дороги, инициатор вождения тяжеловесных поездов на Лоцманском участке Сталинской железной дороги.
Указом Президиума Верховного Совета СССР от 1 августа 1959 года присвоено звание Героя Социалистического Труда с вручением ордена Ленина и золотой медали «Серп и Молот».
Делегат XIX съезда КПСС.
Умер в Днепропетровске в 1971 году.